# Буддійський вівтар

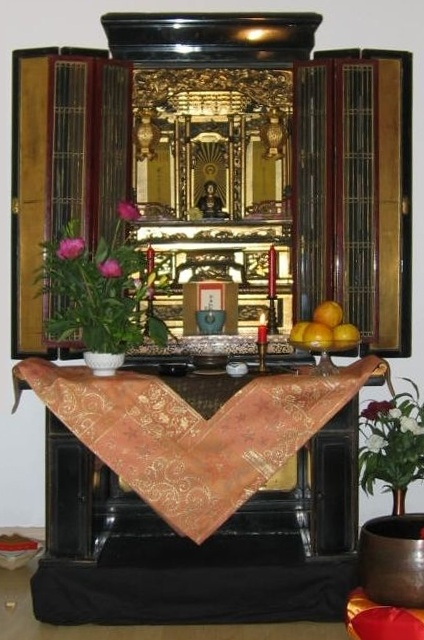
Буцудан — домашній вівтар в Японії

Звичайний буддійський вівтар складається з кількох груп об'єктів. Найважливішими є три об'єкти, які представляють тіло, мову і розум Будди. З них складається базовий вівтар. Першим з цих об'єктів є статуя Будди або бодгісаттви, яка міститься в центрі. Другим об'єктом є сакральний текст, який символізує мову Будди. Він загорнутий у темно-червону або жовту тканину і розташовується зліва від Будди. З правого боку вівтаря розміщується ступка, як символ розуму Будди. Замість кожного з цих об'єктів можна використовувати зображення.
Навколо цих об'єктів можуть розташовуватися зображення будд, бодгісаттв, лам і захисників. У Ваджраяні, зокрема в тибетському буддизмі, центральним аспектом є лама або вчитель. Навколо нього можуть розміщуватися ідами і захисники.
Друга група об'єктів відноситься до дарів. Зазвичай використовують сім чаш з дарами Будді і бодгісаттвам. Вони повинні бути розташовані по прямій лінії і містити (зліва направо):
- Питну воду — символізує чистоту розуму.
- Воду для вмивання — символізує чистоту тіла.
- Рис та квіти — символізує чистоту погляду.
- Рис та пахощі — символізує властивість Дгарми проникати скрізь.
- Свічку — символізує осяяння.
- Ароматизовану воду — символізує відданість.
- Рис та їжу — підносять Буддам як подяку.

Іноді серед дарів є морська раковина і дзвоник (тінг-шаг), що символізують пробудження істот, які слухають Дгарму.
До третьої групи об'єктів відносять предмети, які використовують під час особливих ритуалів (або постійно). До них відносять торми, дорже, дзвоник, кришталеву кулю.
Вівтар розташовують на найвищому місці.